# Atwood, Pennsylvania
Atwood är en kommun av typen borough i Armstrong County i Pennsylvania. Vid 2010 års folkräkning hade Atwood 107 invånare.